# Jan Kerner
Jan Kerner (* 21. září 1964 Most) je bývalý lounský politik. Od roku 2002 (znovuzvolen v říjnu 2006 a listopadu 2010) do února roku 2012 byl starostou města Loun, v dalších komunálních volbách 2014 už do zastupitelského úřadu zvolen nebyl. V letech 2018 a 2022 byl opět zvolen do zastupitelstva. V místní politice byl ve stranách OF, později ODS, činný od roku 1989. V roce 2008 kandidoval do Senátu PČR ve volebním obvodu č. 6 – Louny za ODS, kdy byl v druhém kole poražen kandidátem ČSSD Marcelem Chládkem.

## Životopis

### Vzdělání a profese
V letech 1978 až 1982 absolvoval Kerner Gymnázium Václava Hlavatého v Lounech, v letech 1982 až 1987 Strojní fakultu ČVUT v Praze. Před vstupem do politiky pracoval jako technik v Elektrárně Počerady. Po rezignaci na funkci lounského starosty se stal ředitelem Sportovní haly v Teplicích. V roce 2019 se vrátil ke své původní profesi a stal se prodejcem licencí pro konstruktéry v ostravské firmě DPS Software. Od roku 2023 je zástupce ředitele Destinační agentury Krušnohoří, kterou vede krušnohorský spisovatel Štěpán Javůrek.

### Komunální politika

#### Počátky vObčanském fórua na lounské radnici
Ačkoliv byl Kerner během Sametové revoluce jedním z prvních podporovatelů a členů Občanského fóra v Lounech, klíčovou osobou  zpočátku nebyl. Angažoval se spíše na svém pracovišti v Elektrárně Počerady, kde se snažil oživit dění a spolupořádal za tím účelem různé akce. Do veřejného života se více zapojil až na podzim roku 1990, kdy ho oslovil Antonín Hluštík s nabídkou pozice manažera Občanského fóra a s úkolem ujmout se organizace komunálních voleb. Kerner nabídku přijal a ve funkci byl do roku 1991. V komunálních volbách v listopadu 1990 zvítězila Lounská občanská koalice a starostou byl zvolen Emil Volkman. Ten mladého 26letého Kernera navrhl odvážně do funkce tajemníka městského úřadu, kam byl přijat a kde setrval 12 let. Potom Volkmana v roce 2002 v úřadu starosty vystřídal.

#### Členství vObčanské demokratické straně
Kernerovým ideálem je Masarykovská republika.
V letech 1991 a 1992 byl zakládajícím předsedou místního sdružení ODS Louny, v letech 1993 až 1999 předsedou oblastního sdružení ODS Louny a od roku 2002 až dosud je dosud předsedou místního sdružení ODS Louny. 

#### Volby 2002
V roce 2002 vyhrála v Lounech komunální volby ODS a Kerner se stal zastupitelem a starostou města Loun.

#### Volby 2006

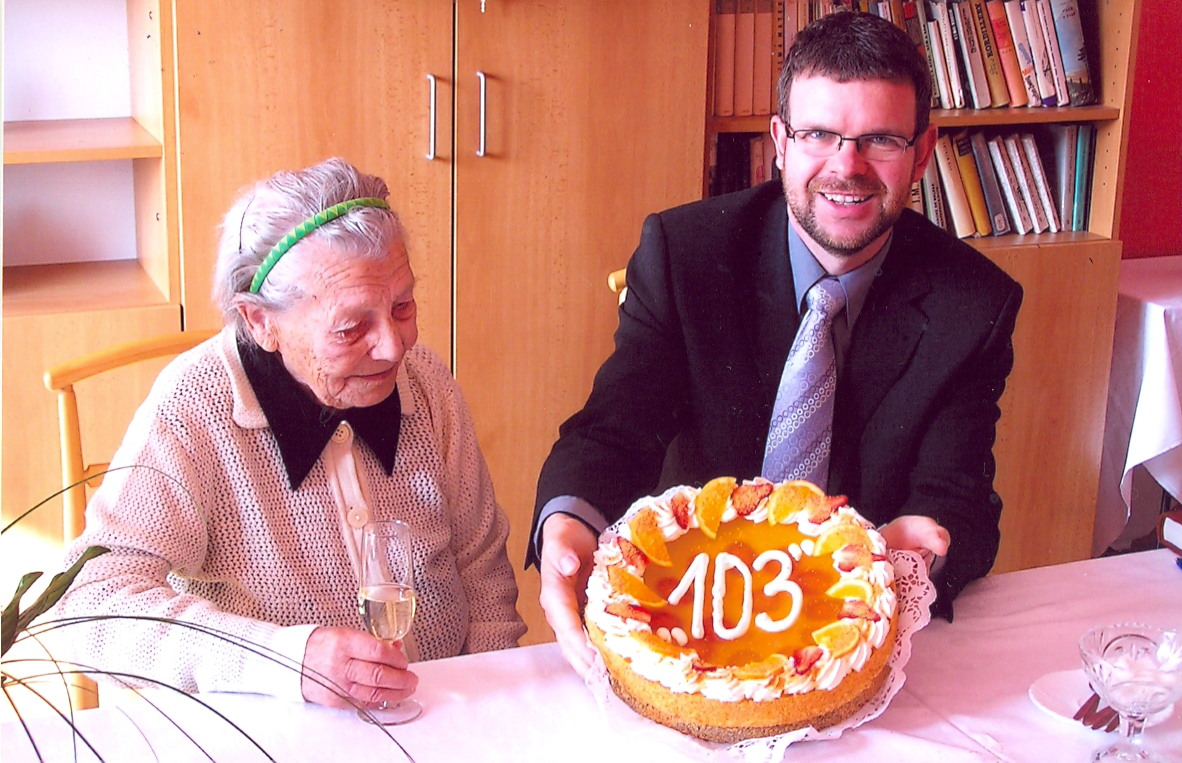
Kerner blahopřeje v roce 2007 nejstarší obyvatelce Loun Marii Strouhalové

Ve volbách do zastupitelstva města Loun, konaných 20. a 21. října 2006, vyhrála přesvědčivě ODS se 41,21 procenty hlasů. Získala tak 14 mandátů ve třicetičlenném zastupitelstvu. Po ní druhou KSČM volilo pouze 18,74 procent voličů a třetí ČSSD 18 procent, obě tak získaly po 6 mandátech. Po dvou mandátech získaly ještě Unie pro sport a zdraví a Strana zdravého rozumu. Jan Kerner tak na ustavující schůzi zastupitelstva 30. října 2006 obhájil funkci starosty na další 4 roky. V radě ho doplnili spolustraníci Vladimír Budinský, Edita Hořejší, Milena Zikmundová a Emil Volkmann, za ČSSD Marie Rašková a nový místostarosta Jan Čermák. Osmý radní, Josef Frolík za Unii pro sport a zdraví, byl zvolen až 5. února. Poslední kandidát, Bořek Zasadil ze Strany zdravého rozumu, byl zvolen až na osmý pokus po roce od voleb, 12. listopadu 2007.

#### Volby 2010
Ve volbách do zastupitelstva města Loun, konaných 15. a 16. října 2010, vyhrála opět ODS. Její těsné vítězství bylo pro stranu oproti posledním volbám ztrátou. Procento získaných hlasů se jí propadlo ze 41 % na 19,9 %; mnoho občanů i politiků vinilo ODS i Kernera z úpadku zdravotnictví i města. Kvůli vzniklé velmi složité povolební situaci došlo v Lounech k vleklým a napjatým vyjednáváním. Kerner byl na čele kandidátky ODS, ale dostal nejméně hlasů ze všech zvolených zastupitelů za ODS a do zastupitelstva se tak za ODS dostal až jako sedmý, přesto se stal kandidátem ODS na funkci starosty. Například KSČM výsledky těchto voleb okomentovala tak, že Kernera jako starostu lidé odmítli. V průběhu jednání ho nepodporovala KSČM, TOP09 a Unie pro sport a zdraví, podporu měl naopak od ODS a ČSSD. Nakonec pro něj hlasovala po uzavření koalice s ODS a ČSSD i Koalice pro Louny. Na druhém ustavujícím zasedání 18. listopadu 2010 tak došlo k jeho znovuzvolení. Kerner však město vedl už jen rok a tři měsíce.

#### Vleklá krize koalice a rezignace Kernera na funkci starosty

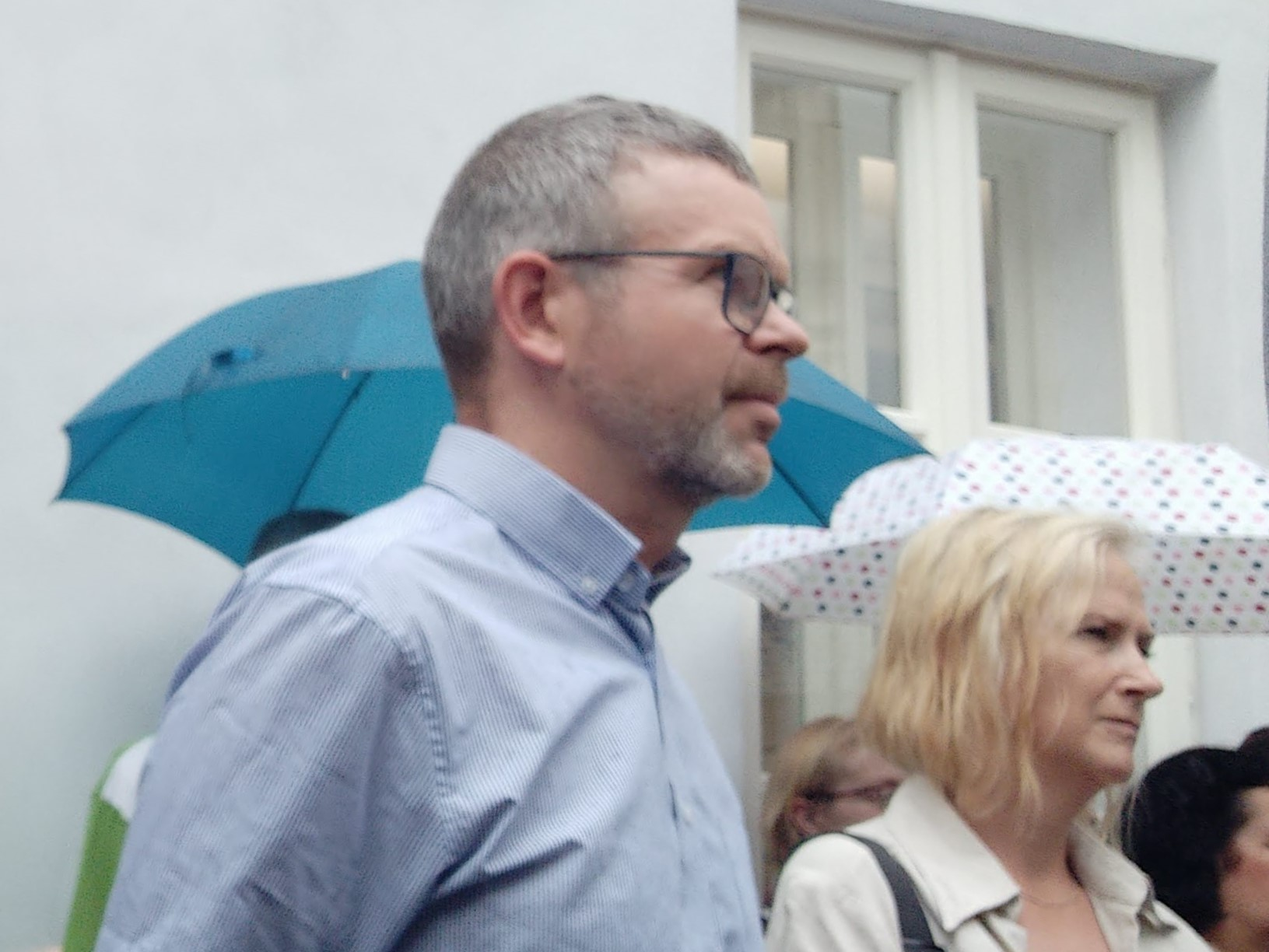
Jan Kerner s manželkou v roce 2022

Krize, která vznikla už po volbách, se vlekla i nadále především kvůli sporu ČSSD a ODS o Zdeňka Valeše v pozici ředitele Městské policie, kterého se ČSSD pokoušela odvolat už od voleb. V březnu 2011 ČSSD prosadila, že město podá trestní oznámení na Valeše z důvodu stornování uložené třísetkorunové pokuty, což se stalo už v listopadu 2010. Trestní oznámení bylo podáno i na zástupce ředitele městské policie Radka Příhodu z důvodu zneužívání studijního volna, kdy se jako rozhodčí zúčastnil mezinárodních fotbalových zápasů. Zatímco u Příhody, který přesto sám od policie odešel, audit pochybení neprokázal, Valeš podle státní zástupkyně procesně pochybil, ale trestného činu se nedopustil. Valeš potom v září uvedl, že kvůli napjaté atmosféře odstoupí k 15. lednu 2012. Výběrové řízení na nového ředitele vyhrál Radek Příhoda, zastupitelstvo jej ale nezvolilo. To vedlo k vypovězení koaliční smlouvy ze strany ODS, která nařkla ČSSD, že se pokoušela korumpovat a vydírat zastupitele při hlasování.
Vzápětí byla vytvořena nová koalice stran TOP 09, ODS, Unie pro sport a zdraví a Koalice pro Louny a 13. února 2012 starosta Kerner rezignoval. Novým starostou byl na tomto zasedání zvolen podle očekávání Radovan Šabata z Unie pro sport a zdraví, místostarostkou Edita Hořejší z ODS.
Jan Kerner zůstal do komunálních voleb 2014, kde už nebyl zvolen, zastupitelem města.
Do zastupitelstva byl za ODS opět zvolen v roce 2018 a čtyři roky byl členem rady města a předsedou finančního výboru. V roce 2022 kandidoval na prvním místě kandidátky ODS, ta se ale se 4 křesly umístila až na třetím místě. Vládnoucí koalici utvořilo vítězné ANO a ODS tak po 32 letech odešla do opozice.

#### Události v Lounech během Kernerova starostování

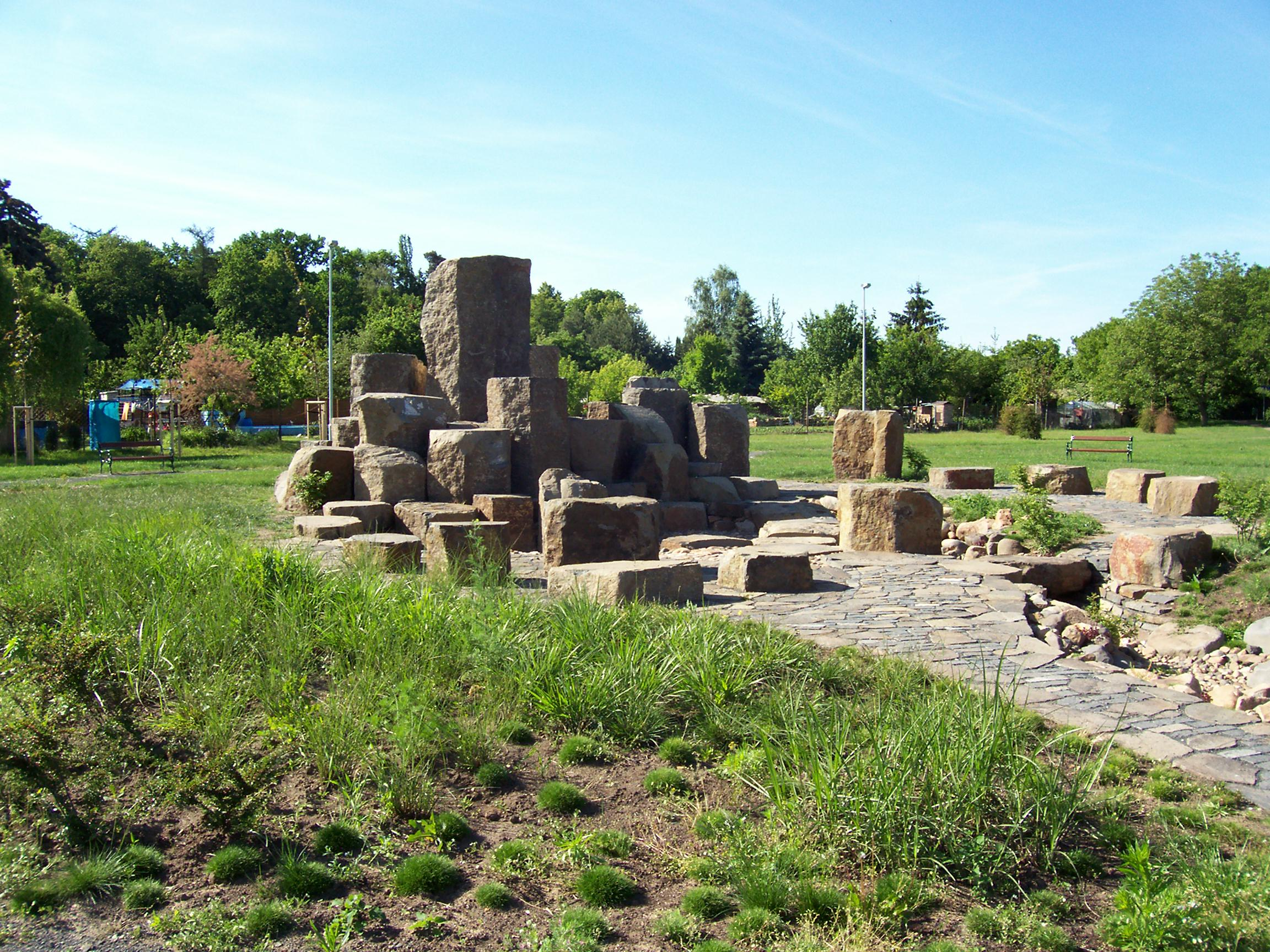
Odpočívadlo s kamennou scenérií realizované v roce 2008

- 2003 – dosud – budování Zahradního města v areálu bývalých kasáren[29]
- 2003 – založení mateřského centra[30]
- 2004 – zavedení každoroční slavnosti, tzv. Letního lounského vábení[31]
- mlékárna (2004)[32] a pivovar (2010)[33][34] ukončily výrobu, která patřila k lounským tradicím[33]
- 2008 – zánik letního kina[35] a jeho přebudování na letní amfiteátr[36]
- 2008 – zjednosměrnění mnoha ulic po celém městě, které nesli občané značně nelibě[37][38][39]
- vznik nových parků – Kamenná scenérie (2008)[40] a Ryneček (2010)[41]

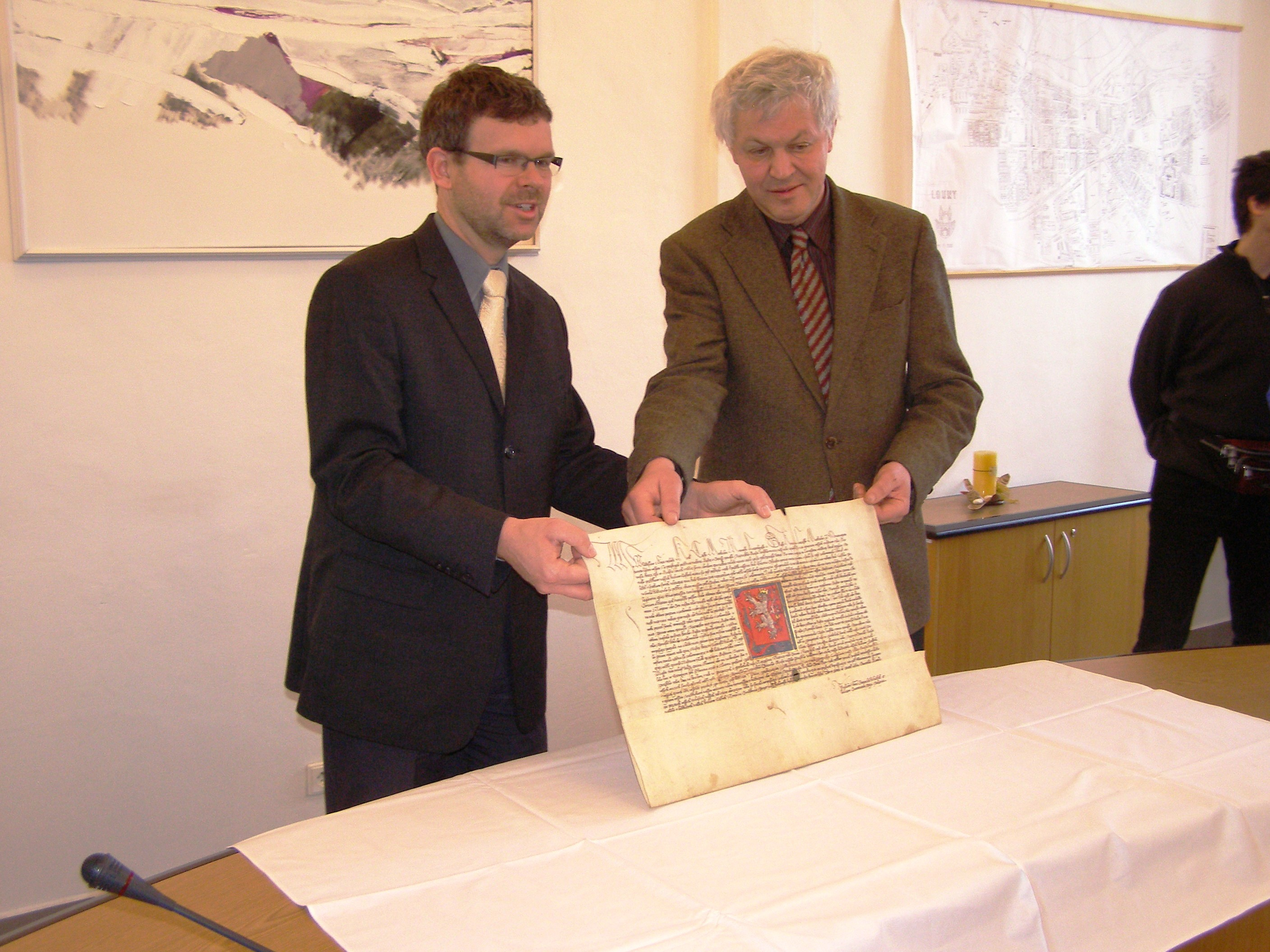
Starosta Kerner s archivářem Bohumírem Roedlem prezentují privilegium Vladislava Jagelonského pro lounské řezníky z roku 1478, zakoupené v roce 2011

- 2010 – ukončení akutní zdravotní péče v nemocnici, což vyvolalo velkou vlnu nevole mezi občany města[37][42][43][44]; tato akce měla za následek, že nejbližší akutní základní péče je pro Lounsko (spádová oblast pro cca 40 tis. obyvatel)[45] ve městech Slaném, Žatci, Mostě, Chomutovu a Rakovníku, tj. cca 25 km daleko.[46]; někteří občané a politici městu vyčítají, že nakonec nemocnici přes kladné stanovisko zastupitelstva v roce 2004 od kraje nekoupilo,[15] jako tomu bylo v Žatci, kde problém zadlužené nemocnice prozatím zvládli,[47] a že částečná vina na uzavření nemocnice je tedy i na bedrech města.[48] Kerner vinu města popírá, radnice podle něj nenesou odpovědnost za zdravotnictví[15]; v Lounech a okolí se stala péče problémovou a špatně dostupnou[49]
- 2010 – sporné zbourání tří bývalých štábních budov v areálu bývalých kasáren s kapacitou 150 možných bytů[29], které byly zdemolovány i přes nalezení investora[50]
- 2010 – dokončení několikaleté rekonstrukce budovy bývalého soudu na multifunkční knihovnu; rekonstrukce stála 40 milionů korun, z toho 37 milionů poskytla prostřednictvím dotace Regionální rada regionu soudržnosti Severozápad; rekonstrukci provedla firma HANZL - stavby, modernizace, rekonstrukce a.s. nekvalitně a nevyplácela své subdodavatele; město práce reklamovalo a firma chyby většinou neopravila, město tak na ní uplatnilo smluvní pokuty 2,34 a 12,7, z nichž první už soud potvrdil, u druhé městský úřad tápe (2014), zda má podat žalobu, protože firma se mezitím jeví prakticky jako mrtvá – neodpovídá na výzvy, má odpojený telefon a z obchodního rejstříku vyplývá, že nemá žádné představenstvo ani dozorčí radu; město doufá, že se podaří peníze v budoucnu získat z nařízeného prodeje nemovitosti ve vlastnictví firmy[51]
- 2011 – město potýkající se kvůli uzavření bývalého domu kultury už několikátým rokem s absencí prostoru pro pořádání plesů, které se tak musely pořádat v okolních obcích (nejčastěji v KD Dobroměřice),[52] se nakonec po několika jednáních kvůli ceně a následným nákladům nedohodlo na odkupu bývalého kulturního domu[53] (nakonec se město rok nato už pod novým starostou rozhodlo pro odkup a rekonstrukci končící diskotéky Imperium)[54]

### Senát PČR
V roce 2008 kandidoval Jan Kerner do Senátu PČR do volebního obvodu č. 6 - Louny za ODS. V prvním kole získal 23,05% hlasů proti 32,46% hlasů Marcela Chládka z ČSSD, v druhém kole získal 33,43% hlasů a s 66.56% získaných hlasů jej protikandidát Chládek porazil.

### Zájmy a aktivity
Mezi Kernerovy zájmy patří pohybové aktivity – lyžování, cyklistika, výlety s rodinou – a domácí a zahraniční politika. V roce 1998 založil obecně prospěšnou společnost CLUB 2002, která se zabývá zprostředkováním kontaktů mezi lidmi obdobných zájmů v České republice a Nizozemsku, zejména v partnerských městech Louny a Barendrecht.

### Rodina
Se svou ženou Iris má tři děti, Soňu (1998), Josefa (2004) a Evu (2006).